# Фолкнер, Уильям Кларк
Уильям Кларк Фолкнер (англ. William Clark Falkner; 6 июля 1825 — 6 ноября 1889, Рипли, Миссисипи, США) — американский военный, бизнесмен и писатель, прадед Уильяма Фолкнера.

## Биография
Уильям Кларк Фолкнер происходил из шотландской семьи эмигрировавшей в США. Он родился 6 июля 1825 года в округе Нокс, штат Теннеси. В 14 лет покинул дом семьи в штате Миссури и отправился к мужу своей тётки Джону Уэсли Томпсону в Рипли. Узнав в дороге, что Томпсон находится в тюрьме, Уильям Кларк отправился в Понтокок, где встретил свою будущую супругу Элизабет Ванс. Когда дядя был оправдан и вышел на свободу, Фолкнер поселился у него. В последующие годы он работал и занимался самообразованием.
В январе 1847 года Фолкнер отправился на Мексиканскую войну и добровольцем вступил в роту «Волонтёров Типпы». Был ранен, летом уволился в отпуск, который провёл в Ноксвилле, женившись на Холланд Пирс. После женитьбы Фолкнер вернулся в Рипли и занял пост в адвокатской конторе дяди. 
В 1849 году умерла его жена Холланд, из-за чего он был вынужден оставить своего годовалого сына в семье Томпсонов. Во время Гражданской войны сформировал 2-й Миссисипский кавалерийский полк и в чине полковника участвовал в битве при Бул Ран, в ходе войны солдаты сместили Фолкнера и назначили полковником Стоуна. Вернувшись в Рипли, Фолкнер снова сформировал 7-й Миссисипский кавалерийский полк и продолжил воевать под командованием генерала Форреста. К 1868 году, Фолкнер занялся строительством железной дороги по пути Рипли—Миддлтон.   
Фолкнер имел успех в литературе, в 1880 году опубликовал роман «Белая Роза Мемфиса», который был продан тиражом в 160 тысяч экземпляров. В 1882 году вышел второй роман — «Маленькая кирпичная церковь». В 1889 году подал свою кандидатуру на выборы в законодательное собрание штата, где предпочтение было отдано Фолкнеру, через несколько часов после результатов выборов он был застрелен на улице Рипли.